# تاكايوكي ياماغوتشي
تاكايوكي ياماغوتشي (باليابانية: 山口 貴之) (1 أغسطس 1973 في ماتشيدا في اليابان – )؛ هو لاعب كرة قدم ياباني سابق كان يلعب كلاعب وسط.

## وصلات خارجية
- تاكايوكي ياماغوتشي على موقع رابطة كرة القدم اليابانية للمحترفين (اليابانية)
- تاكايوكي ياماغوتشي على موقع قاعدة بيانات كرة القدم.إي يو (الإنجليزية)
- تاكايوكي ياماغوتشي على موقع عالم كرة القدم.نت (الإنجليزية)